# Lotta libera ai Giochi della XX Olimpiade - Pesi massimi
La competizione della categoria pesi massimi (fino a 100 kg) di lotta libera dei Giochi della XX Olimpiade si è svolta dal 27 al 31 agosto 1972 al Wrestling-Judo Hall di Monaco di Baviera.

## Formato
Ad ogni incontro venivano assegnate le seguenti penalità:
| In caso di vittoria | In caso di vittoria     | In caso di pareggio | In caso di pareggio | In caso di sconfitta | In caso di sconfitta              |
| ------------------- | ----------------------- | ------------------- | ------------------- | -------------------- | --------------------------------- |
| 0                   | Per schienata, ritiro   | 2                   |                     | 3                    | Ai punti                          |
| 0,5                 | Per superiorità tecnica | 2,5                 | con passività       | 3,5                  | Per superiorità tecnica           |
| 1                   | Ai punti                | -                   | -                   | 4                    | Per schienata, ritiro, squalifica |

Con sei penalità o più il lottatore veniva eliminato. Quando rimanevano solo due o tre lottatori, si disputava un turno finale per determinare l'ordine delle medaglie.

## Risultati
| Legenda                                  | Legenda |
| ---------------------------------------- | ------- |
| Lottatore con 6 penalità o più Eliminato |         |

### 1º Turno
Si è disputato il 27 agosto
| Vincitore         | Pen. | Risultato | Sconfitto      | Pen. |
| ----------------- | ---- | --------- | -------------- | ---- |
| Vasil Todorov     | 1    | Ai Punti  | Gerd Bachmann  | 3    |
| Ivan Jarygin      | 0    | Schienata | Bruno Jutzeler | 4    |
| Harry Geris       | 0    | Schienata | Shizuo Yada    | 4    |
| Enache Panait     | 0    | Schienata | Robert N'Diaye | 4    |
| Abolfazl Anvari   | 1    | Ai Punti  | Karel Engel    | 3    |
| K. Bayanmönkh     | 1    | Ai Punti  | Alfons Hecher  | 3    |
| József Csatári    | 1    | Ai Punti  | Henk Schenk    | 3    |
| Ryszard Długosz   | 1    | Ai Punti  | Julio Tamussin | 3    |
| Alaattin Yildirim | 0    | Esentato  |                |      |

### 2º Turno
Si è disputato il 28 agosto
| Vincitore       | Pen. | Risultato | Sconfitto         | Pen. |
| --------------- | ---- | --------- | ----------------- | ---- |
| Vasil Todorov   | 1    | Schienata | Alaattin Yildirim | 4    |
| Ivan Jarygin    | 0    | Schienata | Gerd Bachmann     | 7    |
| Bruno Jutzeler  | 4    | Schienata | Shizuo Yada       | 8    |
| Enache Panait   | 1    | Ai Punti  | Harry Geris       | 3    |
| Abolfazl Anvari | 1    | Schienata | Robert N'Diaye    | 8    |
| K. Bayanmönkh   | 1    | Schienata | Karel Engel       | 7    |
| Alfons Hecher   | 4    | Ai Punti  | Henk Schenk       | 6    |
| József Csatári  | 1    | Schienata | Ryszard Długosz   | 5    |
| Julio Tamussin  | 3    | Esentato  |                   |      |

### 3º Turno
Si è disputato il 29 agosto
| Vincitore         | Pen. | Risultato   | Sconfitto       | Pen. |
| ----------------- | ---- | ----------- | --------------- | ---- |
| Vasil Todorov     | 1,5  | Superiorità | Julio Tamussin  | 6,5  |
| Ivan Jarygin      | 0    | Schienata   | Harry Geris     | 7    |
| Enache Panait     | 1    | Schienata   | Bruno Jutzeler  | 8    |
| K. Bayanmönkh     | 1    | Schienata   | Abolfazl Anvari | 5    |
| József Csatári    | 2    | Ai Punti    | Alfons Hecher   | 7    |
| Ryszard Długosz   | 5    | Esentato    |                 |      |
| Alaattin Yildirim |      | Ritirato    |                 |      |

### 4º Turno
Si è disputato il 30 agosto
| Vincitore      | Pen. | Risultato  | Sconfitto       | Pen. |
| -------------- | ---- | ---------- | --------------- | ---- |
| Vasil Todorov  | 3,5  | = Parità = | Ryszard Długosz | 7    |
| Ivan Jarygin   | 0    | Schienata  | Abolfazl Anvari | 9    |
| K. Bayanmönkh  | 1    | Schienata  | Enache Panait   | 5    |
| József Csatári | 2    | Esentato   |                 |      |

### 5º Turno
Si è disputato il 30 agosto
| Vincitore      | Pen. | Risultato | Sconfitto     | Pen. |
| -------------- | ---- | --------- | ------------- | ---- |
| József Csatári | 2    | Schienata | Vasil Todorov | 7,5  |
| Ivan Jarygin   | 0    | Schienata | Enache Panait | 9    |
| K. Bayanmönkh  | 1    | Esentato  |               |      |

### Turno finale
Si è disputato il 31 agosto
| Vincitore     | Pen. | Risultato | Sconfitto      | Pen. |
| ------------- | ---- | --------- | -------------- | ---- |
| K. Bayanmönkh |      | Ai Punti  | József Csatári |      |
| Ivan Jarygin  |      | Schienata | K. Bayanmönkh  |      |
| Ivan Jarygin  |      | Schienata | József Csatári |      |

## Classifica finale
| Pos.    | Atleta                 | Nazione          |
| ------- | ---------------------- | ---------------- |
| Oro     | Ivan Jarygin           | Unione Sovietica |
| Argento | Khorloogiin Bayanmönkh | Mongolia         |
| Bronzo  | József Csatári         | Ungheria         |
| 4       | Vasil Todorov          | Bulgaria         |
| 5       | Enache Panait          | Romania          |
| 6       | Ryszard Długosz        | Polonia          |
| 7       | Abolfazl Anvari        | Iran             |
| 8       | Julio Tamussin         | Italia           |
| 9       | Harry Geris            | Canada           |
| 9       | Alfons Hecher          | Germania Ovest   |
| 11      | Bruno Jutzeler         | Svizzera         |
| 12      | Henk Schenk            | Stati Uniti      |
| 13      | Gerd Bachmann          | Germania Est     |
| 13      | Karel Engel            | Cecoslovacchia   |
| 15      | Shizuo Yada            | Giappone         |
| 15      | Robert N'Diaye         | Senegal          |
| 17      | Alaattin Yildirim      | Turchia          |